# 하트의 여왕 (드라마)
《하트의 여왕》(스페인어: Reina de corazones 레이나 데 코라소네스[*])은 2014년 방영된 미국의 텔레노벨라이다.